# Icaricia blackmorei
Icaricia blackmorei är en fjärilsart som beskrevs av Barnes och Mcdunnough 1919. Icaricia blackmorei ingår i släktet Icaricia och familjen juvelvingar. Inga underarter finns listade i Catalogue of Life.